# Зальцбург (судно Німеччини)
«Зальцбург» («Salzburg») — суховантаж, побудований у 1922 році в Голландії, на верфі De Groot & Van Vliet для німецької компанії H. Schuldt & Co. У жовтні 1942 а «Зальцбург» був торпедований, імовірно, радянськоим підводним човном М-118, в результаті чого загинуло близько 2080 осіб.

## Потоплення «Зальцбурга»
З початком Другої світової війни корабель використовувався як військовий транспорт. У квітні 1942 року «Зальцбург» перейшов через Босфор у Чорне море.
22 вересня 1942 року підводний човен М-118 (командир — капітан-лейтенант Савін Сергій Степанович) попрямував з Поті на позицію № 42 (район мису Бурнас). Завданням човна було перешкода ворожому мореплавству і потоплення його кораблів.
1 жовтня 1942 а транспорт «Зальцбург» перебував у складі конвою «Південний», що вийшов з Очакова в румунський порт Суліна. У конвой входив також болгарський пароплав «Цар Фердинанд» (який через два роки, 2 жовтня 1944 року, був потоплений французьким підводноим човном «FS Curie»).
Після проходження конвоєм траверсу Одеси його взяли під охорону румунські канонерські човни «Локотенент -командор Стіхі Еугеніо» («Locotenent-Comandor Stihi Eugen») і «Сублокотенент Гікулеску Іон» («Sublocotenent Ghiculescu Ion») і тральщик «MR-7». Повітряне спостереження за обстановкою вів гідролітак Arado Ar 196 (в деяких джерелах згадується Cant-501) румунських ВПС.
«Зальцбург» йшов з вантажем 810 т. металобрухту (за іншими джерелами — віз вугілля). Крім того, на його борту знаходилося від 2000 до 2300 радянських військовополонених. Через небезпеку бути атакованими з боку радянських підводних човнів, котрі постійно перебували на чергуванні в цьому районі, конвой йшов поблизу берега, а кораблі охорони прикривали його зі сторони моря. В 13 год. 57 хв, в точці з координатами 45°54′ пн. ш. 30°19′ сх. д. / 45.900° пн. ш. 30.317° сх. д., біля правого борту «Зальцбурга» виник вибух і вище надбудови і щогл піднявся стовп води. Кораблі прикриття почали пошук човна-нападника зі сторони моря від конвою, але безуспішно. У цей час капітан «Зальцбурга» отримав команду вивести судно на мілину. Проте вже через 13 хвилин після вибуху корабель сідає корпусом на ґрунт. Над водою залишаються тільки щогли і труба. «Локотенент-командор Вірші Еугеніо» продовжив супроводжувати болгарський транспорт, а «Сублокотенент Гікулеску Іон» і тральщик наблизилися до зазнавшого лиха «Зальцбургу».
У цей же час човен М-118, котрий під час атаки знаходився між берегом і конвоєм, почав рух, і збурений гвинтами мул помітили пілоти патрульного літака. Коли до командира конвою надійшло повідомлення про виявлення підводного човна, тральщик отримав наказ наздогнати конвой і охороняти його від можливої нової атаки, а «Сублокотенент Гікулеску Іон» був спрямований до місця виявлення човна. З повітря за човном спостерігав німецький гідролітак BV-138 зі складу 3-ї ескадрильї 125-ї розвідувальної авіагрупи. Після скидання серії глибинних бомб з румунською канонерки доповіли що з'явилося на воді масляні плями і спливли дерев'яні уламки. О 15 год. 45 хв. командир конвою з канонерського човна «Локотенент-командор Вірші Еугеніо» послав чергову радіо граму в штаб, в якій повідомив про те, що «Зальцбург» затонув на мілководді, над водою залишилися лише щогли і надбудови, і що погана погода, сильний вітер і хвилювання на морі, а також недостача рятувальних засобів сильно ускладнюють проведення рятувальних робіт. Тільки після цього повідомлення в 16 год. 45 хв німецькі катер ні тральщики «FR-1», «FR-3», «FR-9» і «FR-10» були направлені з Бугаза до місця загибелі судна, а в 17.32 вони повідомили, що «… 70 полонених висять на щоглах». Румунське командування військово-морських сил району звернулося за допомогою до місцевих рибалок, які були підняті по тривозі і послані в море. Ними було врятовано з води 42 військовополонених. О 20 год. 00 хв в порт Суліна увійшов болгарський пароплав «Цар Фердинанд» і кораблі охорони, які доставили частину врятованих, в числі яких було 13 членів екіпажу «Зальцбурга», 5 німецьких артилеристів з розрахунку зенітної установки загиблого судна, 16 охоронців і 133 військовополонених. Катерними тральщиками «FR-1», «FR-3», «FR-9» і «FR-10» були врятовані ще 75 військовополонених. Всього ж на транспорті «Зальцбург» загинуло 2086 людей (6 німців і 2080 радянських військовополонених). Було врятовано 268 людей (18 німців і 250 полонених).

## Загибель човна М-118
Той факт, що «Зальцбург» був атакований саме М-118, є припущенням, так як після прибуття на місце патрулювання (а це повинно було відбутися вранці 25 вересня 1942 року) човен не підтвердив своє положення по радіо, в ефір більше не виходив, на базу не повернувся. Офіційна версія загибелі радянського підводного човна М-118 звучить так — "через дві з половиною годин після атаки біля маяка Будаки підводний човен був виявлений німецьким гідролітаком BV-138 зі складу 3-ї ескадрильї 125-ї розвідувальної авіагрупи, котрий входив в склад охорони конвою. Літак скинув на човен декілька глибинних бомб, а також навів на нього румунські канонерські човни зі складу конвою. Ці кораблі теж атакували човен глибинними бомбами, що і призвело до його загибелі.